# Meleoma pallida
Meleoma pallida är en insektsart som beskrevs av Banks 1908. Meleoma pallida ingår i släktet Meleoma och familjen guldögonsländor. Inga underarter finns listade i Catalogue of Life.